# Albino José de Siqueira
Albino José de Siqueira (1797, Rio de Janeiro –  17 de dezembro de 1879, Rio de Janeiro) foi um empreiteiro, proprietário rural e político da vila da Estrela e de Petrópolis. Foi um dos responsáveis pela construção da Estrada Normal da Estrela, da Estrada de Ferro Mauá e várias das primeiras obras de infraestrutura durante a construção e colonização de Petrópolis. Serviu como primeiro presidente da Câmara Municipal de Petrópolis.
Era filho do negociante e fazendeiro Antonio José de Siqueira e de Maria Rosa da Encarnação, ambos de famílias de pequenos proprietários rurais de Suruí e começou a vida profissional no depósito de madeiras do pai na rua da Prainha, no Rio de Janeiro. A família era proprietária da fazenda Fragoso na raiz da serra da Estrela e Albino foi contratado para agenciar trabalhadores para as obras de construção da Real Fábrica de Pólvora da Estrela naquele local em 1824. A partir da experiência e relacionamentos adquiridos nesse primeiro trabalho foi contratado pela província do Rio de Janeiro para várias outras obras na atual baixada fluminense. Em 1835 foi contratado pelo major Júlio Frederico Koeler que chefiava a seção de obras públicas para fazer a manutenção de toda a estrada da Estrela desde o porto até a divisa com a província de Minas Gerais. Arrematou o contrato de construção e manutenção, inclusive com a operação de um pedágio, da nova Estrada Normal da Estrela em 1842. Arrematou várias das obras de construção da nova cidade de Petrópolis e ocupou o cargo de tesoureiro das obras da colônia.
Operava uma linha de gôndolas entre o porto da Estrela e o Fragoso e dali até o alto da serra e foi sócio da Imperial Empresa de Transportes que fez o transporte em diligências desde a estação final da Estrada de Ferro Mauá em Raiz da Serra até Petrópolis. A estação do Fragoso e parte da linha férrea foram construídas em suas terras e foi ele quem, junto com Irineu Evangelista de Souza, supervisionou a cerimônia em que o Imperador D. Pedro II deu início às obras e construção da estrada de ferro. Foi coronel comandante da Guarda Nacional da comarca da Estrela, vereador e presidente da Câmara Municipal da vila da Estrela e foi eleito para integrar a primeira Câmara Municipal de Petrópolis, assumindo como primeiro presidente da Câmara por ser o vereador mais votado. Ao menos metade da Câmara e quase todos os cargos de nomeação local como os juízes de paz, subdelegados de polícia e oficiais da Guarda Nacional foram ocupada por primos e sobrinhos durante as primeiras legislaturas da cidade e teve imensa influência sobre a política petropolitana até sua morte. Era o proprietário do terreno que ocupava todo o primeiro quilômetro da rua Teresa, comprado à viúva do major Koeler, em que se ergueram os armazéns da Estrada de Ferro Mauá e, mais tarde, as oficinas da Estrada de Ferro Príncipe do Grão-Pará.
Pelos serviços prestados durante a construção de Petrópolis foi agraciado com o grau de Oficial da Imperial Ordem da Rosa em 7 de setembro de 1847 e pela cessão da fazenda do Fragoso para construção de um hospital de campanha durante a epidemia de cólera de 1855 recebeu o grau de Comendador da mesma Ordem em 14 de março de 1855. Uma das principais ruas do bairro Alto da Serra em Petrópolis recebeu o nome de rua Coronel Albino de Siqueira em sua homenagem em 1908 e alguns de seus objetos pessoais fazem parte do acervo do Museu Imperial de Petrópolis.
Era primo de José Tomás da Porciúncula, governador do Estado do Rio de Janeiro e do Maranhão.